# Сирлины

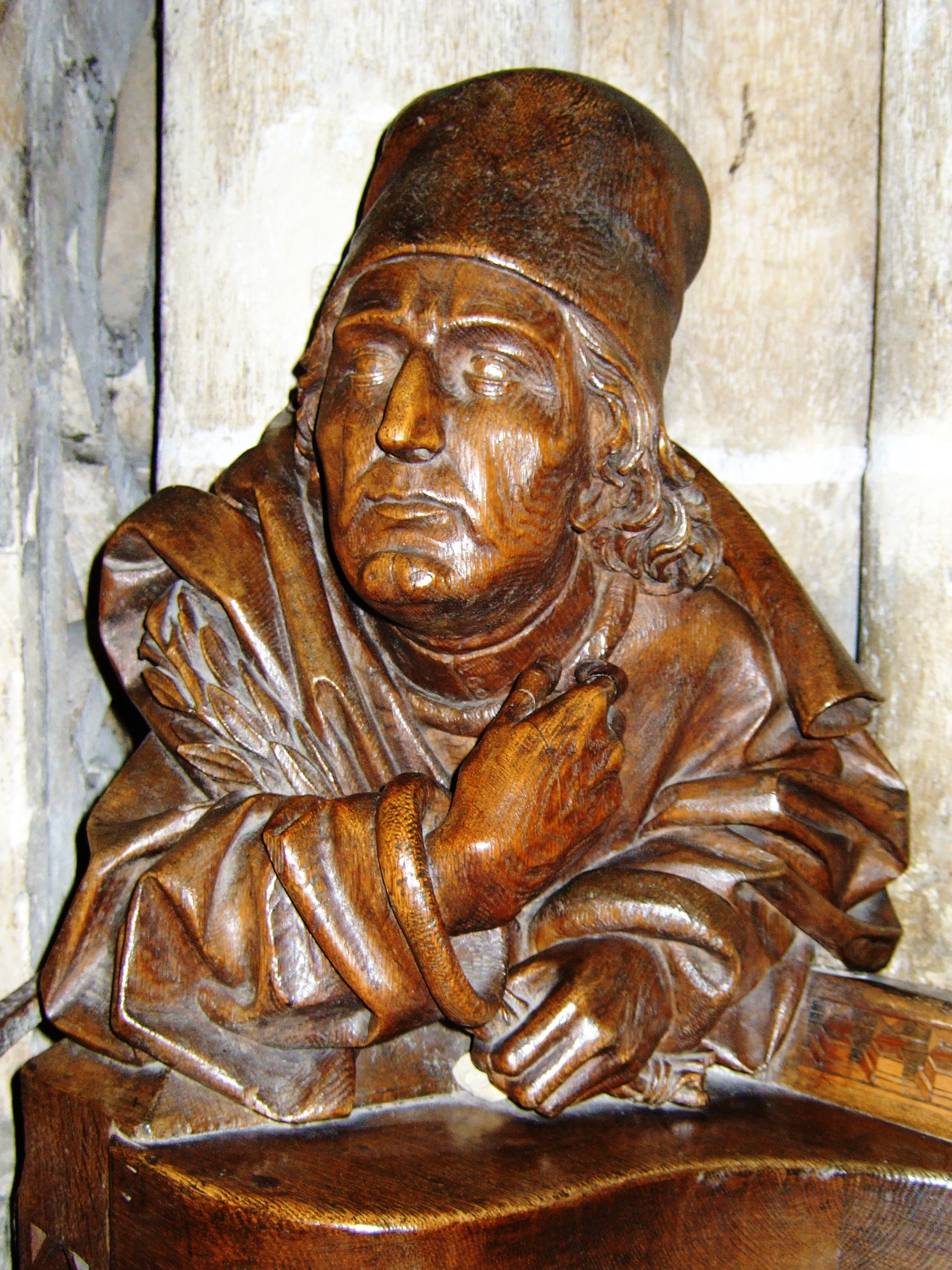
Деревянный бюст в Ульмском соборе (ок. 1470). Возможно, автопортрет Сюрлина-отца

Сирлин или Сюрлин (Syrlin) — это фамилия двух ульмских скульпторов, художников и резчиков — отца и сына. Их мастерская имела большое значение в развитии позднеготической пластики в Верхней Швабии.
Йорг Сирлин (Старший) (ок. 1425 г. — 1491 г.) и Йорг Сирлин (Младший) (ок. 1455 г. — 1523 г.) создали, оснастили и украсили хоры, стены и ряды Ульмского собора великолепными деревянными скульптурами и резьбой религиозного содержания. Сюрлин Старший создал также 1482 г. в Ульме фонтан на рыночной площади («Рыбный ящик») с тремя резными фигурамы рыцарей в нишах колодезной колонны. Сюрлин Младший известен работами в интерьерах церкви Блаубойренского аббатства (1493—1496) и городской церкви в Гайслингене.